# Fisenne
Fisenne is een dorp in de Belgische provincie Luxemburg. Het ligt in Soy, een deelgemeente van Érezée. Het ligt bijna twee kilometer ten oosten van het centrum van Soy en ruim anderhalve kilometer ten westen van het centrum van Érezée

## Geschiedenis
Op het eind van het ancien régime werd Fisenne een gemeente, maar deze werd in 1812 al opgeheven en bij Soy gevoegd.

## Bezienswaardigheden
In de Fisenne bevinden zich onder andere de volgende bezienswaardigheden:
- Sint-Remigiuskapel
- kasteelhoeve Fisenne

## Verkeer en vervoer
Het dorpje ligt aan de N807, de weg tussen Érezée en Hotton.

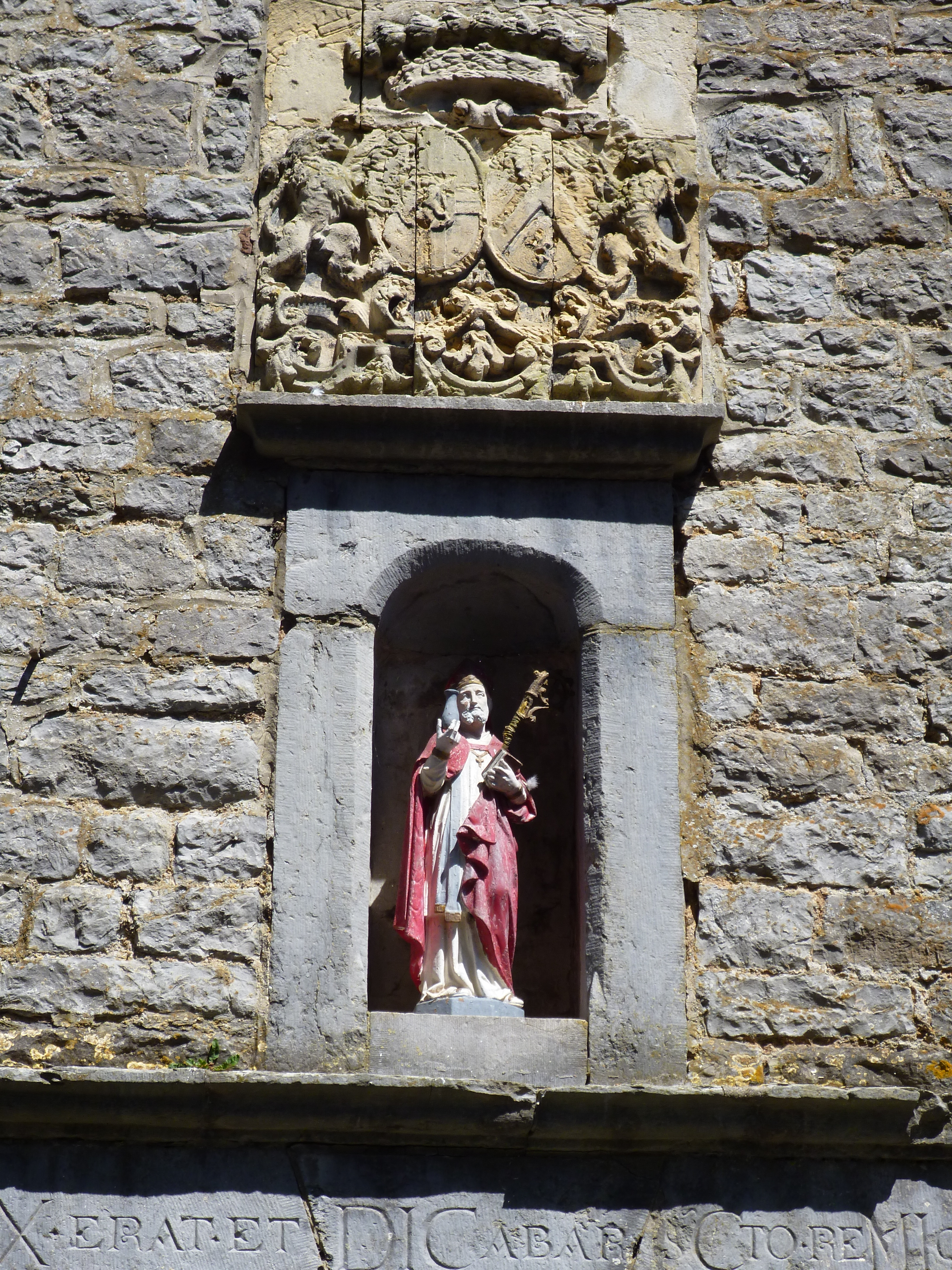
Sint Remigius aan de kerkgevel van Fisenne
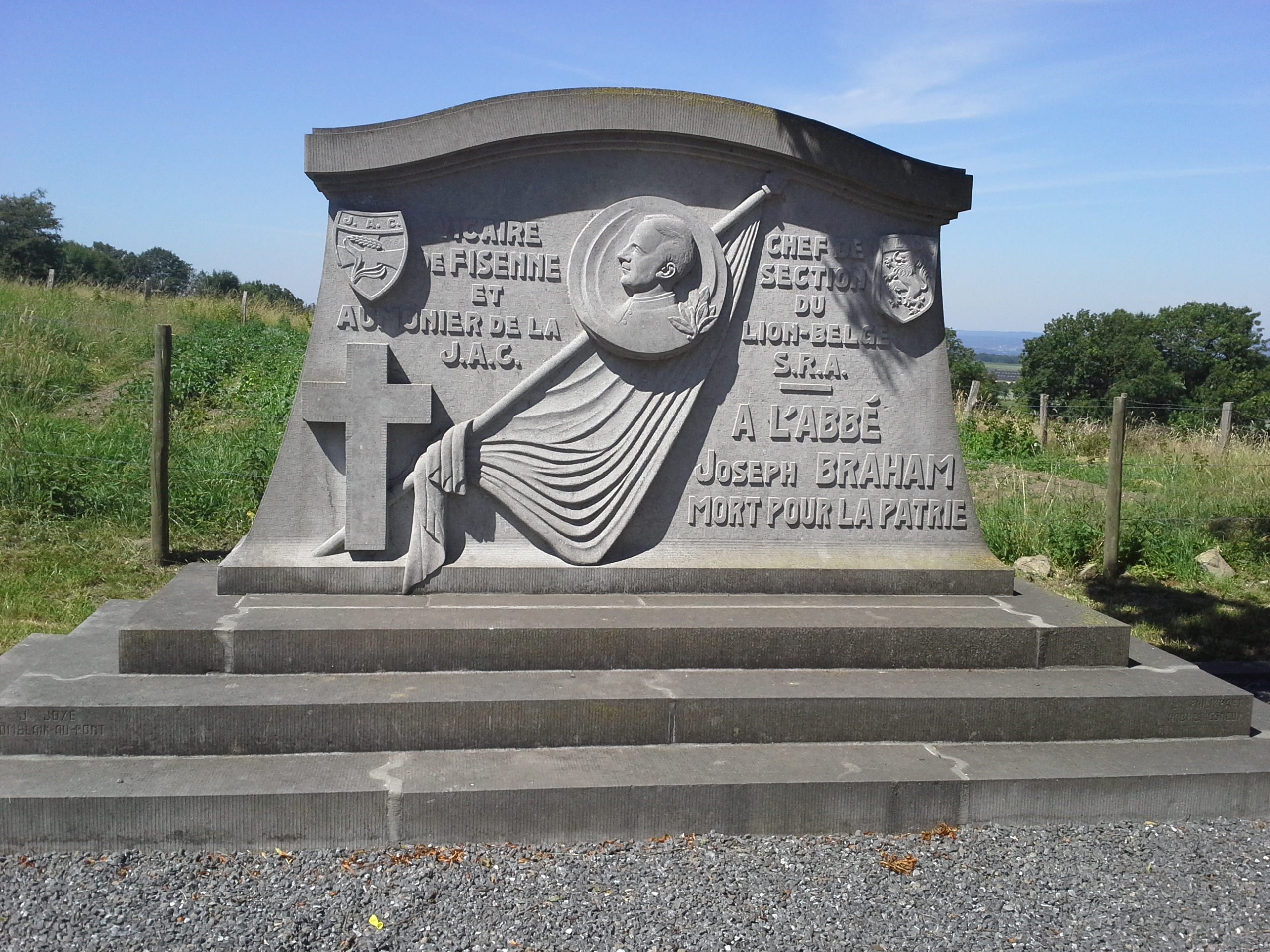
Gedenkplaat van Joseph Braham
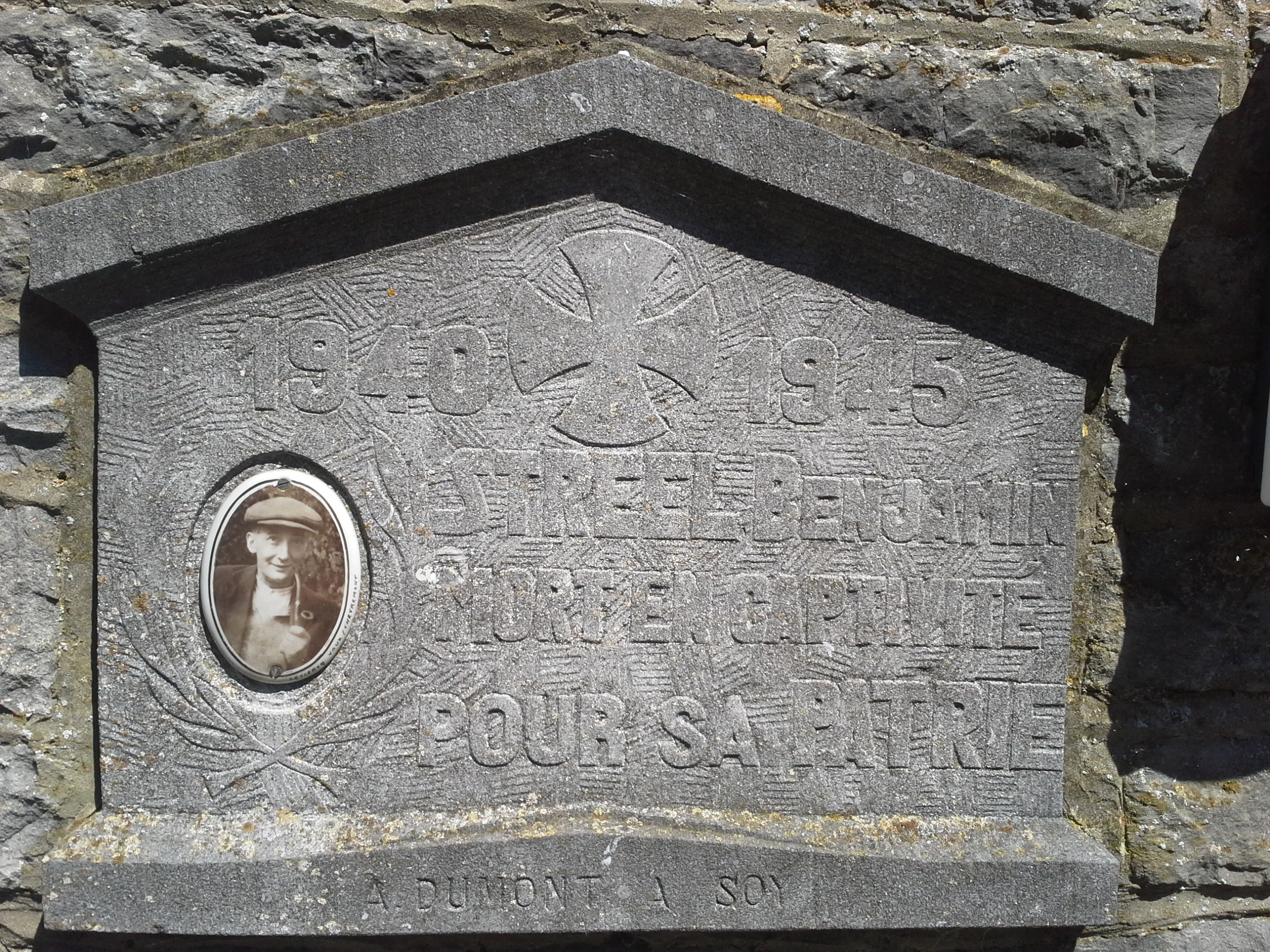
Gedenkplaat van Benjamin Streel
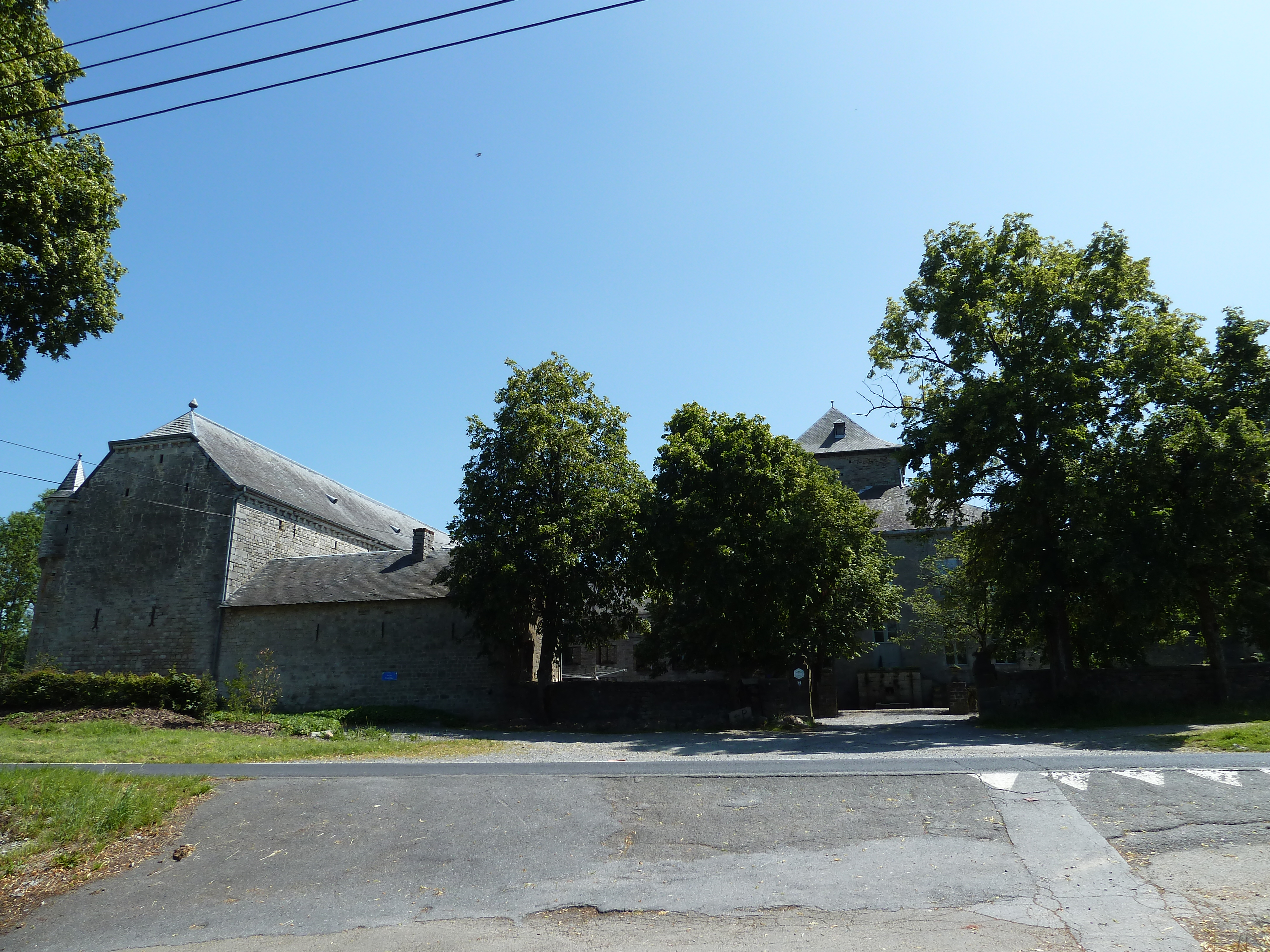
Kasteelhoeve van Fisenne

Deelgemeenten: Amonines · Érezée · Mormont · Soy

Overige dorpen: Awez · Biron · Blier · Briscol · Clerheid · Erpigny · Estiné · Éveux · Fanzel · Fisenne · Hazeilles · Hoursinne · La Forge · Mélines · Oster · Sadzot · Wy

Belgische gemeenten · Arrondissement Marche-en-Famenne · Luxemburg · Wallonië